# Szentó jószei Jukikaze
A Szentó jószei Jukikaze (戦闘妖精雪風; Hepburn: Sentō yōsei Yukikaze, ’Jukikaze, a harci tündér’) vagy angol nyelvterületeken egyszerűen Yukikaze ötepizódos japán direct-to-video animesorozat, melyet a Gonzo és a Bandai Visual készített el és jelentetett meg Japánban 2002. augusztus 28. és 2005. augusztus 25. között. A sorozat Kambajasi Csóhei azonos című sci-fi regényén alapul, és a Bandai Visual alapításának huszadik évfordulójának megünnepléseként készítették el. A sorozat később az Animax japán televíziós animehálózaton is vetítésre került, ami Délkelet-Ázsia angol nyelvű területein is leadta, de világszerte számos más hálózat is műsorára tűzte azt.
A sorozat a légi harc-jeleneteiről ismert, melyeket a Japán Önvédelmi Légierő közreműködésével készítettek el. A Japán Önvédelmi Légierő az F–15J Eagle harcirepülő hangjának felvételével, a komacui légibázison tartott tesztrepülésekkel, valamint a légiharci taktikákról adott megbeszélésekkel segítette a Gonzo csapatát.

## Cselekmény
A Jukikaze a korai 21. században játszódik. A harminchárom évvel a sorozat által feldolgozott események előtt a JAM néven ismer földönkívüli erő megszállja a Földet egy az Antarktisz fölött megnyíló dimenziókapun keresztül. Az Egyesült Nemzetek Szervezete a lakosság értesítése nélkül létrehoz egy védelmi erőt a fenyegetés visszafojtására, majd véres csaták után sikerül visszaszorítania az ellenséget a portál másik oldalára. Az ENSZ „Tündér” néven felállíttat öt bázist, hogy a Tündérlégierő vezetésével továbbvihesse a JAM elleni offenzívát. A főszereplő, Fukai Rei hadnagy harcirepülője egy FFR–31MR/D Super Sylph B–503 vagy becenevén „Jukikaze”, mely egy fejlett, mesterséges intelligencia-rendszerrel felszerelt felfegyverzett taktikai felderítő repülőgép, és a Tündérlégierő felderítőosztaga, a Bumerángosztag kötelékébe tartozik. A sorozat alatt Fukai és a Tündérlégierő azért küzd, hogy legyőzhessék a JAM-et, mely tökélyre vitte az emberi klónozás tudományát és ügynököket épített be a Tündérlégierőbe.

## Szereplők
- Fukai Rei – A sorozat főszereplője, a Tündérlégierő különleges légierőjének felderítőegységének alhadnagya, a B–503 „Jukikaze” harcirepülő pilótája. Ugyan magányos, társadalmi elutasításra hajlamos személyként lett ábrázolva, azonban mégis jó barátságot ápol Jack Bukharral és végül a többi pilótával is szóba áll. Japán szinkronhangja Szakai Maszato, míg az angol Steve Staley.
- James „Jack” Bukhar őrnagy – A különleges légierő de facto másodparancsnoka, Fukai parancsnoka. Bukhar annak ellenére, hogy magasabb pozíciót tölt be mint Fukai, mégis ő az egyetlen, aki összebarátkozik vele és segít neki megbirkózni a harctéri stresszel. A szereplőre jellemző egyik prominens téma a bumerángokkal és azok aerodinamikai tulajdonságaikkal kapcsolatos érdeklődése. Japán szinkronhangja Nakata Dzsódzsi, míg az angol Dan Woren.
- Rydia Cooley – Egykori befektetési bankár, aki a JAM-mel szembeni háború korai szakaszában csatlakozik a Tündérlégierő kötelékébe. Cooley tapasztalt a Tündérlégierőn belüli hatalmi harcokban. Ő a különleges légierő parancsnoka, rangja szerint dandártábornok. Japán szinkronhangja Aszagami Jóko, míg az angol Carol Stanzione.
- Edith Foss – Szakmája szerint pszichiáter, aki a Tündérlégierő tagja kapitányi rangban. A sorozatban Foss felel a Jukikaze profilalkotásáról, illetve Fukai Rei diagnosztizálásáról, miután az kvázi-kómás állapotba került első repülőgépe megsemmisülése során. Cooley később elrendeli, hogy egységes egészként „profilozza” a JAM-et. Japán szinkronhangja Jamada Miho, míg az angol Kari Wahlgren.
- Lynn Jackson – A sorozat kevés civil szereplőjének egyike, a The Invader, a Tündérlégierő JAM-mel szembeni küzdelmének krónikájának szerzője. Többször ellátogatott az Antarktiszra, hogy kutatásokat végezzen a könyvéhez. Japán szinkronhangja Ikeda Maszako, míg az angol Barbara Goodson.
- Ansel Rombert – Ezredes, aki a Tündérlégierő hírszerzési osztályát vezényli. Elszántan küzd, hogy többet megtudhasson a JAM-ről. Japán szinkronhangja Hasi Takaja, míg az angol Dave Mallow.

## Média
A Kanbajasi Csóhei sci-fi regényén alapuló Jukikazét a Gonzo, a Victor Entertainment és a Bandai Visual készítette el a Bandai Visual alapításának huszadik évfordulójának megünnepléseként. Az ötepizódos sorozatot Original Video Animation formában közvetlenül DVD-n jelentették meg. A sorozat később az Animax japán televíziós animehálózaton is vetítésre került, ami Délkelet-Ázsia angol nyelvű területein is leadta, de világszerte számos más hálózat is műsorára tűzte azt.
A sorozathoz egy spin-off OVA is készült Szentó jószei sódzso: Taszukete! Mave-csan (戦闘妖精少女 たすけて！メイヴちゃん; Hepburn: Sentō yōsei Shōjo: Tasukete! Mave-chan, ’Tündérharcos-lány: Ments meg! Mave-csan’) címmel, valamint egy Xboxra és Windowsra megjelent videójáték-adaptáció is Szentó jószei Jukikaze: Jószei no mau szora (戦闘妖精少女 たすけて！メイヴちゃん; Hepburn: Sentō yōsei Yukikaze: Yōsei no mau sora, ’Jukikaze, a harci tündér: A tündér mennyei tánca’) címmel.
A Jukikazét Észak-Amerikában a Bandai Entertainment licencelte angol nyelvű kiadásra, míg Ausztráliában és Új-Zélandon a Madman Entertainment. A sorozatot a Beez Entertainment (Franciaország), a Shin Vision (Olaszország) és a Panini Video (Németország) is licencelte regionális nyelvre lokalizált kiadásra.

## Fogadtatás
A Jukikaze 2003-ban és 2006-ban is elnyerte a legjobb Original Video Animationnek járó díjat a Tokyo Anime Award díjátadón.